# تبعید (فیلم ۲۰۰۷)
تبعید (روسی: Изгнание) فیلمی در ژانر درام به کارگردانی آندری زویاگینتسف است که در سال ۲۰۰۷ منتشر شد.
این فیلم در بخش مسابقه جشنواره فیلم کن ۲۰۰۷ به نمایش درآمد. کونستانتین لاوروننکو به خاطر نقش‌آفرینی در این فیلم جایزه بهترین بازیگر مرد جشنواره کن را به دست آورد.

## خلاصه داستان
"الکس" به همراه خانواده خود برای مدتی به خانه پدری در روستا می رود. در آنجا "ورا" به "الکس" می گوید که حامله است در حالی که بچه از "الکس" نیست ...